# Ангара (ледокол)
«Ангара» — пароход-ледокол российского и советского флотов, в настоящее время корабль-музей, один из пяти дореволюционной постройки. Один из самых старых сохранившихся ледоколов в мире (наряду со шведским S/S «Bore» (1894) и финским «Tarmo» (1907)).

## Дореволюционная служба и Гражданская война
«Ангара» была спущена на воду озера Байкал 25 июля 1900 года в селе Лиственичном, куда её доставили в разобранном виде из Ньюкасла (Великобритания), где ледокол был изготовлен на стапелях верфей «Сэр В. Г. Армстронг, Витворт и Ко». Заказчиком судна выступал Комитет по постройке Сибирской железной дороги, который за два года до этого приобрёл у «Армстронга» паром-ледокол «Байкал». Оба судна предназначались для обеспечения Байкальской железнодорожной переправы, как временная мера до постройки путей вокруг озера. Ледокол «Ангара» предназначался для прокладки пути во льдах для парома «Байкал», который не мог безопасно для груза преодолевать льды толщиной свыше 70 см. До постройки Кругобайкальской железной дороги (КБЖД) в 1906 году связка «Ангара» — «Байкал» совершала регулярные рейсы через Байкал. После этого, из-за нехватки средств на содержание двух ледоколов, судно было поставлено на консервацию и десять лет находилось в бездействии.
В 1916 году ледокол вновь вышел в плаванье в связи с оживлением движения на КБЖД. После Октябрьской революции 1917 года пароход был национализирован и переоборудован для пассажирских перевозок. С началом Гражданской войны судно было вооружено двумя 6-дюймовыми орудиями и четырьмя пулемётами и стало совершать рейды по уничтожению чехословацких войск на побережье Байкала. Осенью 1918 года, в связи с переходом власти в руки белых, «Ангара» вернулась под управление Байкальской железнодорожной переправы и была разоружена.
6 января 1920 года, во время бегства белых, на борту «Ангары» произошло массовое убийство 31 заложника из тюрьмы города Иркутска. По распоряжению подполковника А. И. Сипайло и начальника гарнизона станции Байкал штабс-капитана Годлевского арестованных раздели до нижнего белья и по одному выводили на палубу. Казак Лукин сзади ударял пленного по голове деревянной колотушкой, служащей для околки льда. Оглушённую жертву сбрасывали за борт. Убитые были сторонниками Политцентра, противостоявшего правительству Колчака. В их числе оказались видные эсеровские деятели Б. Д. Марков, П. Я. Михайлов, Н. П. Петров, Я. Ф. Терещенко, М. П. Храбров и Я. Я. Аунен. Среди погибших был отец историка А. П. Окладникова П. С. Окладников, служивший в Иркутске прапорщиком 56-го Сибирского стрелкового полка.
В мае, когда на Байкал вернулись красные, «Ангара» вошла в состав Байкальского отряда судов для борьбы с колчаковскими и каппелевскими отрядами. Ледокол входил в состав отряда до октября 1922 года.

## Предвоенные годы, Великая Отечественная война и послевоенные годы
25 декабря 1929 года ледокол потерпел крушение на обратном пути из Чивыркуйского залива и едва не затонул. В 1931—1932 годах, в связи с полученными повреждениями, судно прошло капитальный ремонт. Второй капитальный ремонт «Ангара» должна была пройти в июне 1941 года, который был отложен в связи с началом Великой Отечественной войны. Во время войны ледокол перевозил баржи с рыбой и ходил до 1949 года, когда был поставлен на второй капитальный ремонт.
Из-за осложнений с использованием старого стапеля, «Ангара» смогла выйти в плаванье только в июле 1960 года. Однако уже спустя два года, зимой 1962 года, пароход был исключён из состава флота в связи с износом оборудования. До 1967 года судно находилось в отстое, позднее оно было переведено в Иркутское водохранилище, где использовалось местным отделением ДОСААФ. В 1975 году общество отказалось от ледокола и он должен был быть разрезан на металл, но про него забыли и «Ангара» долгое время простояла в одном из заливов Иркутского водохранилища.
В 1979 году судно было отбуксировано к Иркутской ГЭС в черту города Иркутска с целью организации на нём филиала областного краеведческого музея. Но, будучи на приколе в микрорайоне Солнечный, в 1983 году, в результате поджога, почти полностью выгорело и находилось в полузатопленном состоянии до 1987 года, когда по инициативе Всероссийского общества охраны памятников истории и культуры (ВООПИиК) было принято решение о реставрации парохода и превращения его в музей. Работы продолжались три года и 5 ноября 1990 года «Ангара» была поставлена на вечную стоянку на Иркутском водохранилище, напротив иркутского микрорайона Солнечный.
Существуют планы организации на базе «Ангары» музея «Ворота на Байкал».

## Галерея
- Ледокол «Ангара»
- Кают-компания
- Машинное отделение